# 明日への光 (福田沙紀の曲)
「明日への光」（あすへのひかり）は、日本の女優・福田沙紀の楽曲。2008年 8月12日に福田の6作目のシングルとしてEMIミュージック・ジャパンから発売された。

## 概要
楽曲は尾上文による作詞、明石昌夫による作曲。アルバム『VOICE』にも収録されている。
移籍後初の作品。表題曲「明日への光」はテレビ朝日系の「金曜ナイトドラマ」枠「メイド刑事」の挿入歌として使用され本人も主役の若槻葵役で出演している。CDのみの通常盤とDVD付豪華盤が同時発売。豪華盤は特典としてミュージック・ビデオ、メイキング映像を収録したDVDと、前述のメイド刑事・若槻葵が携行していたキューティークリーナー・ストラップが付属。
オリコンチャートでは最高19位。前作の『夢空〜ゆめそら〜』の150位を大きく上回り、最高20位のデビュー曲「アタックNO.1 2005」を超えフライトマスター在籍時も含めて最高位を獲得。発売を記念して東京、大阪、名古屋でライブイベントが行なわれた。

## シングル収録トラック
| #         | タイトル                 | 作詞       | 作曲      | 編曲      | 時間  |
| --------- | ------------------------ | ---------- | --------- | --------- | ----- |
| 1.        | 「明日への光」           | 尾上文     | 明石昌夫  | 大場康司  | 3:46  |
| 2.        | 「リーク」               | 堀下さゆり | 大場康司  | Michitomo | 4:00  |
| 3.        | 「明日への光（KARAOKE)」 |            |           |           | 3:46  |
| 4.        | 「リーク (KARAOKE)」     |            |           |           | 3:59  |
| 合計時間: | 合計時間:                | 合計時間:  | 合計時間: | 合計時間: | 15:31 |

## 収録アルバム
| 曲名       | 収録アルバム | 発売日       | 備考                    |
| ---------- | ------------ | ------------ | ----------------------- |
| 明日への光 | 『VOICE』    | 2010年3月3日 | 2ndオリジナル・アルバム |